# Här är ditt liv, Riley
Här är ditt liv, Riley (originaltitel: Girl Meets World) är en amerikansk TV-serie från 2014 och en uppföljare på Här är ditt liv, Cory (Boy Meets World). Serien kretsar runt Topanga (Danielle Fishel) och Cory Matthews (Ben Savage) tolvåriga dotter Riley Matthews och hennes vänner Maya Hart, Lucas Friar och Farkle Minkus som kämpar för att ta sig igenom högstadiet tillsammans.

## Rollfigurer
- Riley Matthews (Rowan Blanchard) - Riley är 12 år gammal, och spelar huvudrollen i serien. Hon har mörkt, brunt hår och bruna ögon, och är väldigt utåtriktad och lik sin far Cory. Hon är Topanga och Corys äldsta barn och går på sin pappas lektioner i skolan. Hon är bästa vän med Maya och även kär i Lucas.
- Maya Hart (Sabrina Carpenter) - Maya är Rileys bästa vän och de råkar ofta i trubbel tillsammans. Hon är vild och ansvarslös men ändå väldigt konstnärlig. Maya bor tillsammans med sin mamma och Gammy Hart.
- Lucas Frier (Peyton Meyer) - Lucas är en annan av Rileys vänner. Han är även Farkles bästa vän och kommer ursprungligen från Austin i Texas. Han är en mycket hjälpsam vän och är bra på att ge råd.
- Farkle Minkus (Corey Fogelmanis) - Farkle är Lucas bästa vän och god vän med Maya och Riley, som han båda även är intresserad av. Farkle är smart och bryr sig om andra även om han är lite maktgalen ibland.
- Auggie Matthews (August Maturo) - Auggie är Rileys lillebror, han är fem år gammal och ser sig själv som Rileys tvilling.
- Cory Matthews (Ben Savage) - Cory är gift med Topanga och är Auggie och Rileys pappa. Han har huvudrollen i "Boy Meets World". Cory jobbar som historielärare på John Quincy Adams middle school.
- Topanga Matthews (Danielle Fishel) - Topanga är gift med Cory och är Auggie och Rileys mamma, hon och Corey har varit vänner sen de var små, vilket syns i Boy Meets World. Hon jobbar som advokat och är väldigt framgångsrik.